# Ostearius melanopygius
Érigone cul-noir
Espèce
Synonymes
- Linyphia melanopygia O. Pickard-Cambridge, 1880
- Erigone matei Keyserling, 1886
- Erigone striaticeps Keyserling, 1886
- Erigone atriventer Urquhart, 1887
- Neriene analis Simon, 1894
- Microneta insulana Simon, 1900
- Neriene arcuata Tullgren, 1901
- Tmeticus nigricauda O. Pickard-Cambridge, 1907
- Ceratinopsis melanura Simon, 1908
- Oedothorax melacra Chamberlin, 1916
- Haemathyphantes denisi Caporiacco, 1949

Ostearius melanopygius, l'Érigone cul-noir, est une espèce d'araignées aranéomorphes de la famille des Linyphiidae.

## Distribution
Cette espèce est originaire d'Amérique du Sud.
Cosmopolite par introduction, elle a été introduite au Canada, en Europe, en Turquie, en Afrique du Nord, en Éthiopie, au Kenya, en Tanzanie, en Namibie, en Afrique du Sud, en Chine, en Indonésie, en Malaisie et en Nouvelle-Zélande.

## Description

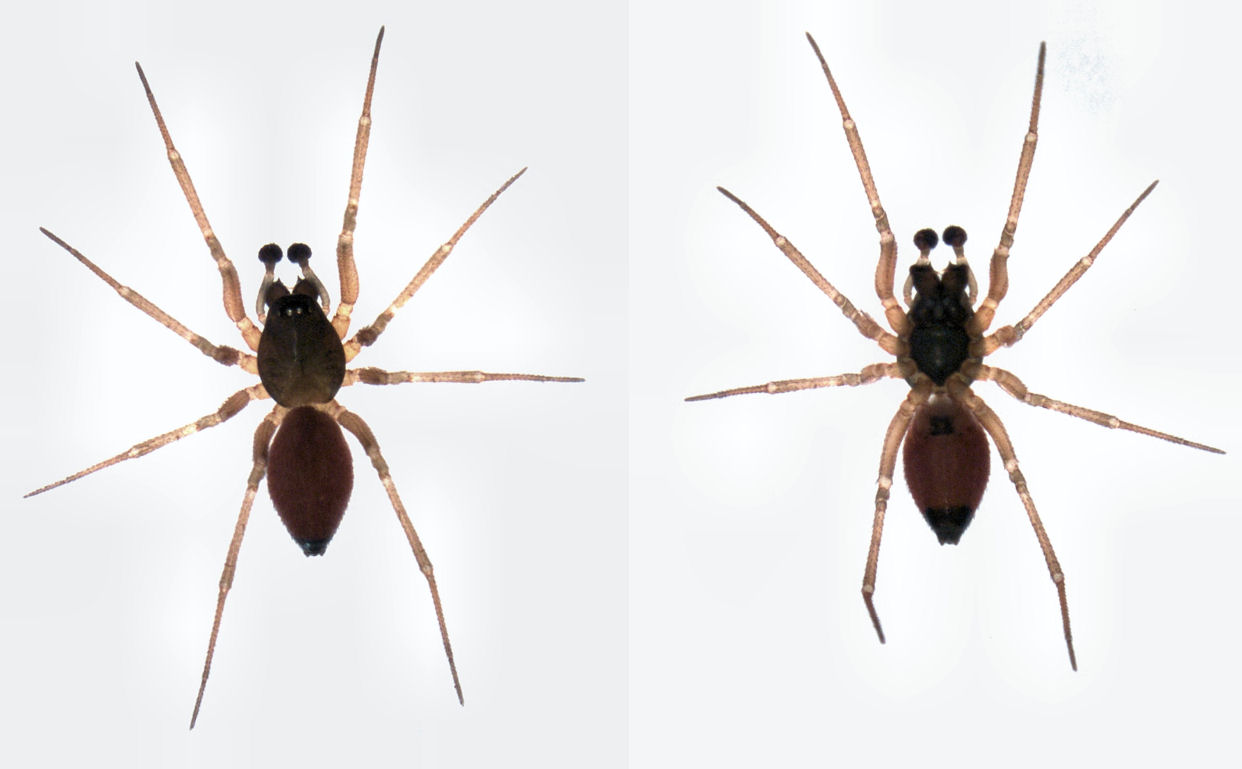
Ostearius melanopygius ♂

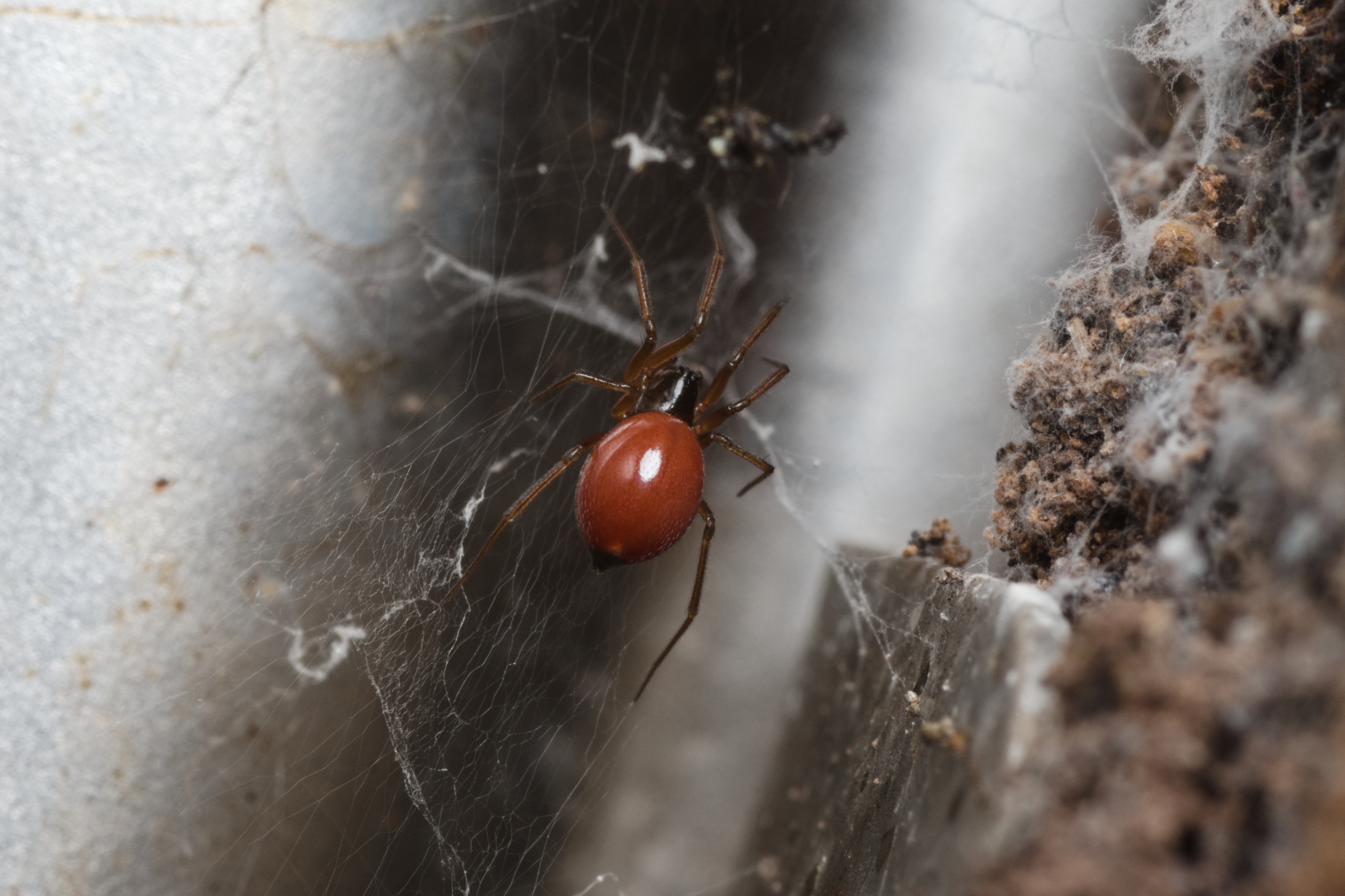
Ostearius melanopygius ♀

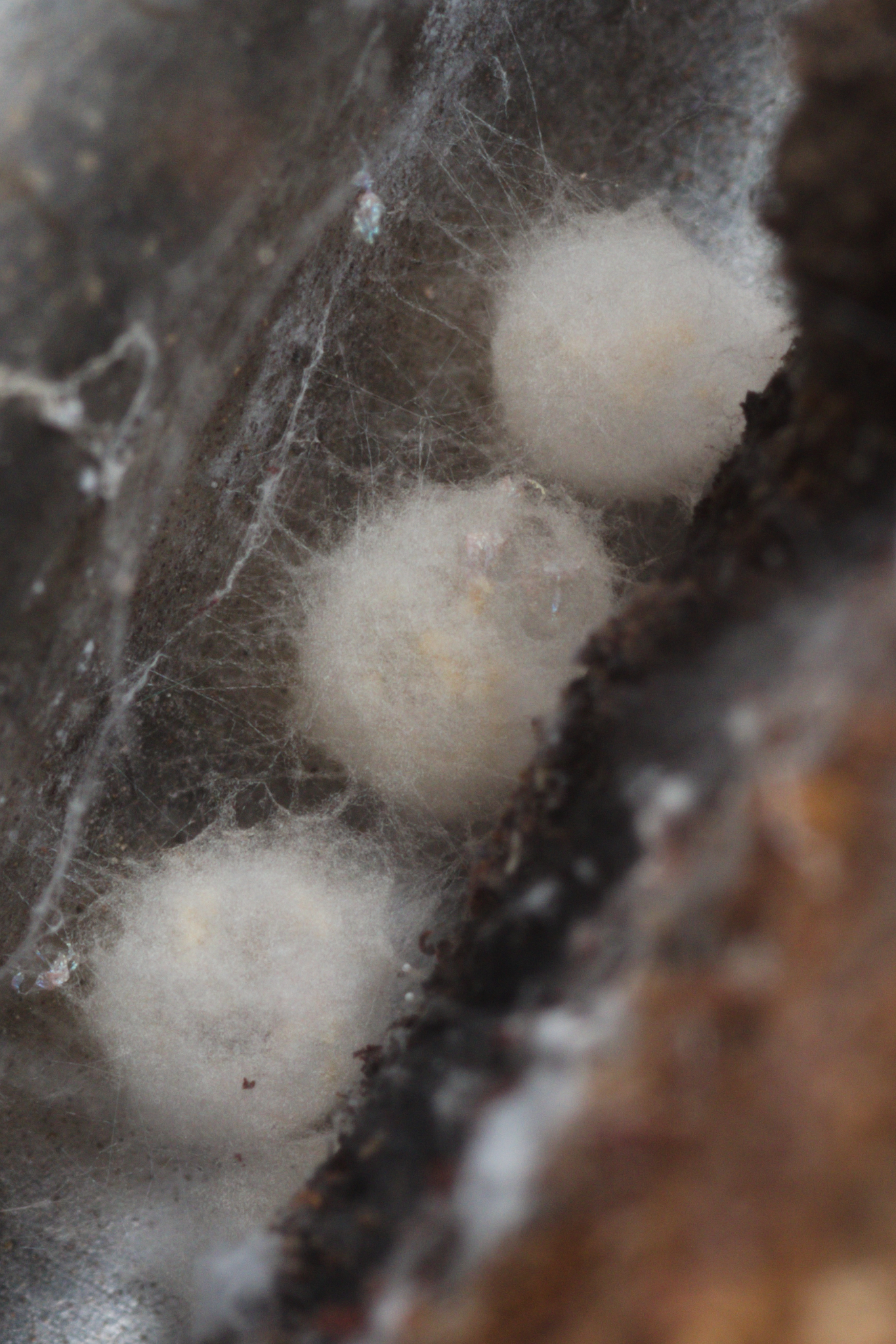
cocons dOstearius melanopygius

Les mâles mesurent de 2,3 à 2,5 mm et les femelles de 1,9 à 2,4 mm.

## Systématique et taxinomie
Cette espèce a été décrite sous le protonyme Linyphia melanopygia par O. Pickard-Cambridge en 1880. Elle est placée dans le genre Oedothorax par Strand en 1909 puis dans le genre Ostearius par Denis et Dresco en 1946.
Erigone matei et Neriene arcuata ont été placées en synonymie par Holm en 1962.
Oedothorax melacra a été placée en synonymie par Ivie en 1967.
Microneta insulana a été placée en synonymie par Helsdingen en 1973.
Neriene analis a été placée en synonymie par Wunderlich en 1976.
Haemathyphantes denisi a été placée en synonymie par van Helsdingen en 1977.
Ceratinopsis melanura a été placée en synonymie par Machado en 1982.
Erigone atriventer a été placée en synonymie par Millidge en 1985.
Erigone striaticeps a été placée en synonymie par Miller en 2007.

## Publication originale
- O. Pickard-Cambridge, 1880 : « On some new and rare spiders from New Zealand, with characters of four new genera. » Proceedings of the Zoological Society of London, vol. 1879, p. 681-703 (texte intégral).